# Turški Vrh
Turški Vrh este o localitate din comuna Zavrč, Slovenia, cu o populație de 280 de locuitori.